# Meijin 1987
Il Meijin 1987 è stata la 12ª edizione del torneo goistico giapponese Meijin.

## Torneo
- W indica vittoria col bianco
- B indica vittoria col nero
- X indica la sconfitta
- +R indica che la partita si è conclusa per abbandono
- +N indica lo scarto dei punti a fine partita
- +F indica la vittoria per forfeit
- +T indica la vittoria per timeout
- +? indica una vittoria con scarto sconosciuto
- V indica una vittoria in cui non si conosce scarto e colore del giocatore

| Giocatore         | K.K.  | C.C. | A.I. | M.T. | R.K.  | H.Y. | H.F.  | H.O.  | Y.S.  | Risultato | Note                                     |
| ----------------- | ----- | ---- | ---- | ---- | ----- | ---- | ----- | ----- | ----- | --------- | ---------------------------------------- |
| Koichi Kobayashi  | –     | B+R  | W+R  | X    | X     | B+R  | X     | B+R   | W+R   | 5-3       |                                          |
| Cho Chikun        | X     | –    | B+R  | W+R  | X     | W+R  | B+R   | X     | B+R   | 5-3       |                                          |
| Akira Ishida      | X     | X    | –    | B+R  | W+6,5 | B+R  | X     | B+R   | X     | 4-4       |                                          |
| Masaki Takemiya   | W+R   | X    | X    | –    | B+7,5 | W+R  | X     | W+2,5 | X     | 4-4       |                                          |
| Rin Kaiho         | B+R   | W+T  | X    | X    | –     | B+R  | W+5,5 | B+R   | W+5,5 | 6-2       | Qualificato alla finale                  |
| Hiroshi Yamashiro | X     | X    | X    | X    | X     | –    | B+R   | X     | B+R   | 2-6       | Retrocesso                               |
| Hideyuki Fujisawa | B+0,5 | X    | B+R  | W+R  | X     | X    | –     | B+R   | X     | 4-4       | Qualificato allo spareggio retrocessione |
| Hideo Otake       | X     | B+R  | X    | X    | X     | B+R  | X     | –     | X     | 2-6       | Retrocesso                               |
| Yutaka Shiraishi  | X     | X    | B+R  | W+R  | X     | X    | B+R   | W+R   | –     | 4-4       | Qualificato allo spareggio retrocessione |

## Finale
La finale è stata una sfida al meglio delle sette partite ma le ultime tre non sono state giocate in quanto Masao Kato aveva già ottenuto le quattro vittorie necessarie ad aggiudicarsi il torneo.